# Gemeine Schließmundschnecke
Die Gemeine Schließmundschnecke (Balea biplicata) ist eine landlebende Schneckenart aus der Familie der Schließmundschnecken (Clausiliidae).

## Merkmale
Das Gehäuse ist turmförmig-bauchig und linksgewunden. Es ist etwa 16 bis 18 mm (max. 22 mm) hoch, 3,8 bis 4,0 mm dick und hornbraun. Es sind etwa 12 Windungen vorhanden, die regelmäßig zunehmen. Die letzten Windungen sind etwas breiter. Die Mündung ist oval mit einem innen schwach zugespitzten unteren Rand. Die schwache Spitze des unteren Randes setzt sich innen in eine deutliche Basalrinne fort. Die Mündung ist durch das Clausilium (eine komplizierte Falten- und Klappenstruktur im Innern) verschließbar. Die Oberseite der Windungen ist gleichmäßig gerippt. Auf der vorletzten Windung kommen auf einen Millimeter ungefähr 5–6 Rippen. Die Unterlamelle ist schwach ausgebildet und teilt sich häufig zur Lippe hin in zwei kleinere Falten, die auch in Knötchen aufgelöst sein können. Interlamellar sind keine Falten vorhanden, auch eine Gaumenfalte fehlt, ebenso die untere Palatalfalte. Sieht man direkt in die Mündung, kann man die mittlere Gaumenfalte sehen.

## Geographisches Vorkommen und Lebensraum

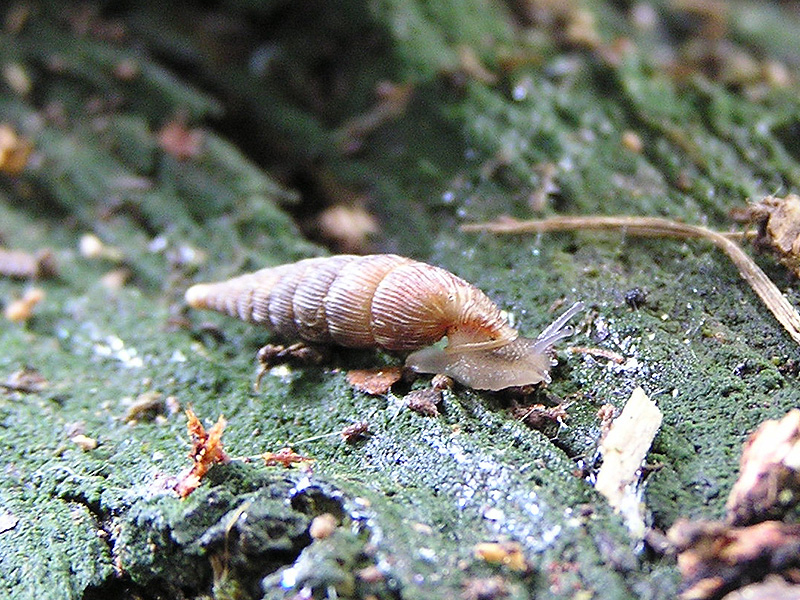

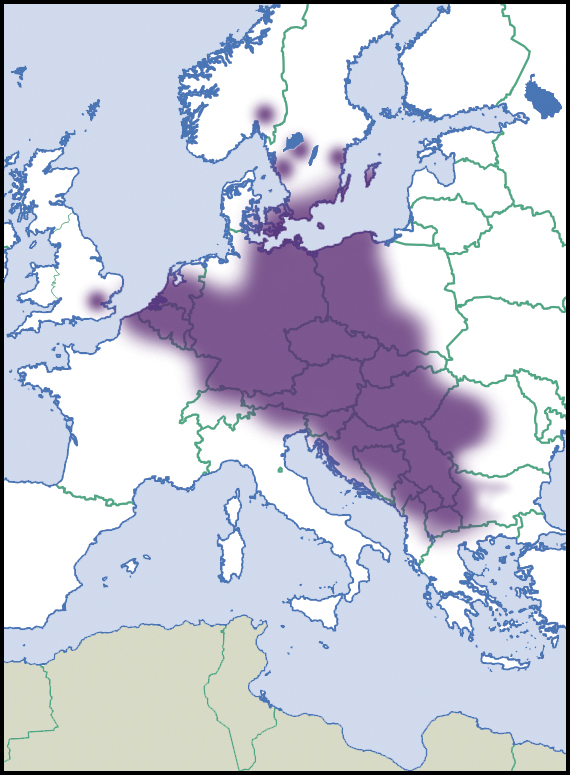

Die Gemeine Schließmundschnecke kommt in Nordfrankreich, Belgien, den Niederlanden, Deutschland, Schweiz, Österreich, Ungarn, West- und Südpolen, Tschechien, Slowakei sowie an isolierten Standorten in Südengland, Dänemark, Südnorwegen und Südschweden vor. Diese Vorkommen könnten auf anthropogene Verschleppung zurückzuführen sein.
Die Gemeine Schließmundschnecke lebt bevorzugt an schattigen, eher feuchten Standorten in Wäldern in der Laubschicht und im Totholz, in Beständen von krautigen Pflanzen (z. B. in Brennnesselbeständen) oder zwischen Felsen, alten Mauern und auch in der Krautschicht an Fließgewässern. Sie lebt am Boden, seltener steigt sie auch an Bäumen empor. Auch in Kulturarealen ist sie oft in größerer Anzahl zu finden. Seltener kommt sie an xerothermen Standorten vor. Dort finden sich gelegentlich auch zwergwüchsige Formen. Sie bevorzugt Biotope mit kalkhaltigem Boden.

## Lebensweise
Die Tiere ernähren sich von welken oder faulenden Pflanzenteilen. Frische Pflanzenteile werden weniger gerne gefressen, mit Ausnahme von Kohldistel (Cirsium oleraceum). Außerdem werden Algen- und Bakterienrasen abgeweidet sowie Pilze (auch Großpilze) angefressen.
Die Gemeine Schließmundschnecke ist ein Zwitter. Nach den bisherigen Beobachtungen fungiert jeweils ein Partner als Männchen, der andere Partner als Weibchen. Die Tiere sind lebendgebärend, in seltenen Ausnahmefällen werden weit entwickelte Eier abgelegt. Die Jungen werden von April an bis in den Oktober „geboren“ bzw. schlüpfen in dieser Zeit. Von einem Elternteil werden jeweils ein bis elf Junge geboren, die im Abstand von wenigen Tagen geboren werden können. Sie sehen aus wie Miniaturadulte; das Gehäuse misst 1,3 bis 1,8 mm in der Höhe und 0,9 bis 1 mm in der Breite und hat 2½ Windungen. Die Außenseite ist noch völlig glatt. Das Gehäuse ist zunächst noch spitzkegelig und wird erst bauchig, wenn die Tiere fast adult sind.
Die Jungtiere sind nach ca. acht bis zehn Monaten ausgewachsen und bilden die verdickte Mündung und das Clausilium (Verschlussapparat) aus. Die Tiere können ein Alter von 3½ Jahren erreichen.

## Systematik
Die Art wurde früher meist in die Gattung Balea Gray, 1824 gestellt. Nordsieck (2007) transferierte sie dann zur Gattung Alinda Adams & Adams, 1855. Dabei wurde übersehen, dass dieser Name ein jüngeres Synonym von Plicaphora Hartmann, 1841 ist. Der wenig gebrauchte Name Plicaphora Hartmann, 1841 (= Alinda Adams & Adams, 1855) wird jedoch nach Francisco Welter Schultes (in Animal Base) am besten doch als jüngeres Synonym von Balea Gray, 1824 behandelt. Daher wird die Gemeine Schließmundschnecke heute wieder der Gattung Balea zugeordnet und wie vor der Transferierung als Balea biplicata bezeichnet.
Die Art wird in mehrere Unterarten gegliedert:
- Balea biplicata biplicata (Montagu, 1802), die Nominatunterart
- Balea biplicata atanasovi (Urbanski, 1964), Bulgarien
- Balea biplicata eutychia (Ehrmann in Urbanski, 1960)
- Balea biplicata forsteriana (Clessin, 1876), Bayern (endemisch)
- Balea biplicata byshekensis (Nordsieck, 2008)
- Balea biplicata faueri (Nordsieck, 2008)
- Balea biplicata irikovi (Nordsieck, 2008)
- Balea biplicata orientalis (Nordsieck, 2008)
- Balea biplicala eupleuris (Moellendorff, 1899)
- Balea biplicala distinctor (A. Wagner, 1915)
- Balea biplicala michaudiana (L. Pfeiffer, 1848)

## Trivia
Die Gemeine Schließmundschnecke ist das Weichtier des Jahres 2010 (dort Alinda biplicata genannt).

### Online
- AnimalBase